# Land Rover Freelander

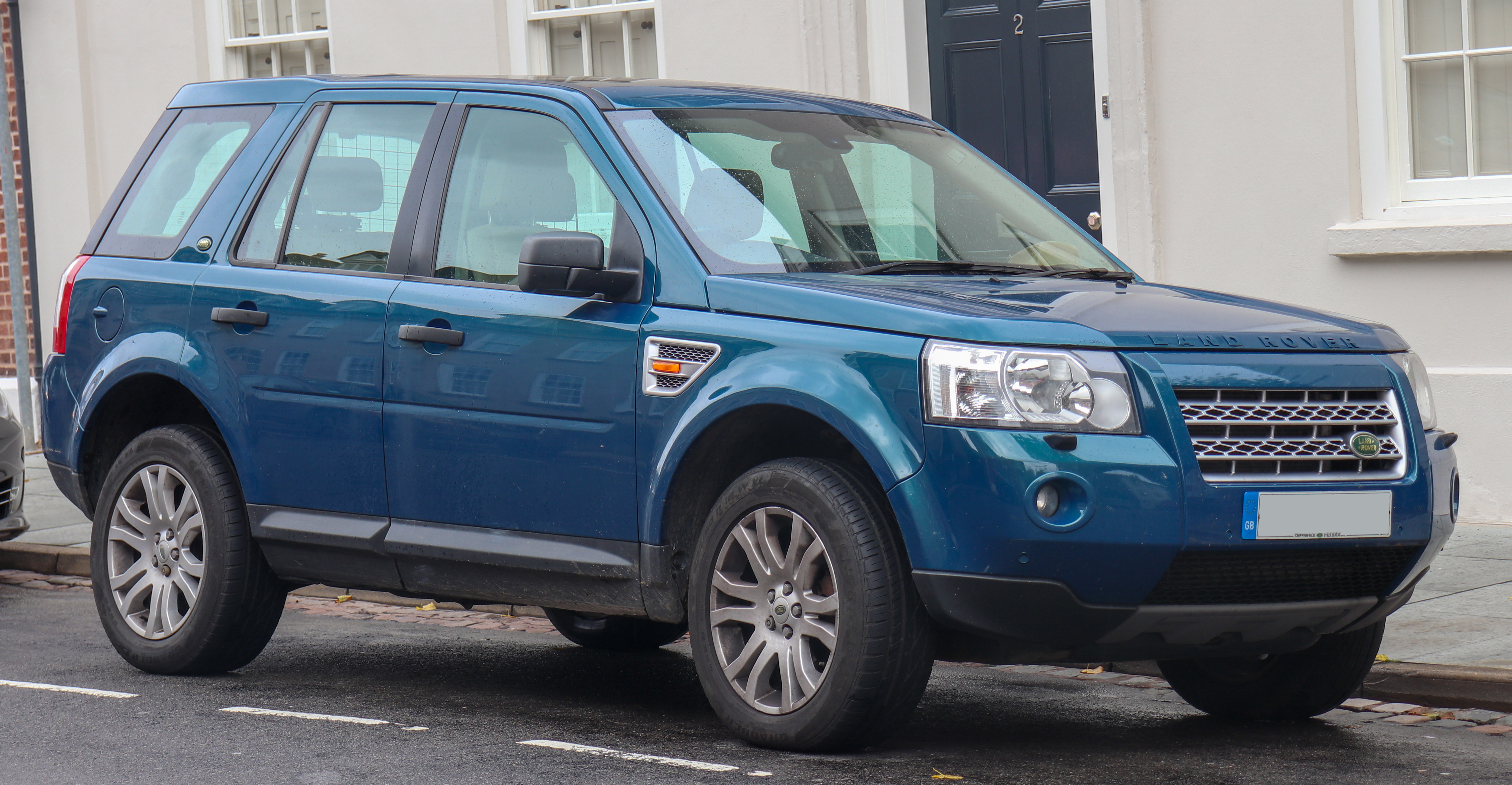
Land Rover LR2

De Land Rover Freelander is een compacte SUV van het merk Land Rover, tegenwoordig onderdeel van Tata Motors. In 2014 werd de Freelander opgevolgd door de Discovery Sport.

## Eerste generatie
In de 1997 werd de Freelander, intern CB40 genoemd, gelanceerd. Het was de best verkopende auto met vierwielaandrijving in Europa tot 2002, in 2006 stopte de productie van de eerste serie. De auto was verkrijgbaar als drie- en vijfdeursmodel, met vier motoren; de 1.8i, de Di, TD4 en V6.

## Tweede generatie
In 2006 werd op de British International Motor Show de nieuwe Freelander gelanceerd. De auto staat op het Ford EUCD-platform net als de Ford S-Max, Ford Galaxy en de Volvo S80. Hij is leverbaar met twee motoren; de 2.2 TD4 diesel, ook als zuiniger 2,2 TD4_e,  en de 3.2 i6 benzine uit de Volvo S80. 
De TD4 is vanaf 2009 leverbaar met een start-stop systeem, waardoor de auto afslaat als hij stilstaat in de neutrale stand en als er een versnelling wordt gekozen hij weer aanslaat. Door dit systeem wordt de CO2-uitstoot met 8% verminderd en het benzineverbruik in de stad zelfs 20%.
In productie:
Defender ·
Discovery Sport ·
Discovery ·
Range Rover Evoque ·
Range Rover Velar ·
Range Rover Sport ·
Range Rover
Niet meer in productie:
Series 1 ·
Series 2 ·
Series 3 ·
Freelander ·
Defender